# Hoàng thái hậu
Hoàng thái hậu (chữ Hán: 皇太后; Kana: こうたいごうKōtaigō; Hangul: 황태후Hwang Tae Hu; tiếng Anh: Dowager Empress, Empress Dowager hay Empress Mother), thường được gọi tắt là Thái hậu (太后), là một tước vị được quy định dành cho mẹ của Hoàng đế, hoặc vợ cả của Hoàng đế đời trước (hoặc Thái thượng hoàng) trong các khối đồng văn Trung Quốc, Nhật Bản, Hàn Quốc và Việt Nam.
Theo chuẩn mực ban đầu, danh hiệu này được Hoàng đế đang tại vị tấn tôn cho Hoàng hậu của Hoàng đế đời trước. Vào đầu thời kỳ nhà Hán, mẹ ruột của Hoàng đế thường là Hoàng hậu đời trước nên việc tấn tôn được tiến hành đúng theo quy củ. Về sau bắt đầu có hiện tượng Hoàng hậu không sinh ra Hoàng đế kế vị, mà mẹ của Hoàng đế kế vị vốn chỉ là phi tần. Khi này, danh vị Hoàng thái hậu hầu như chỉ dành cho mẹ cả (Đích mẫu) của Hoàng đế, còn mẹ đẻ (sinh mẫu) của Hoàng đế chỉ được tôn làm Hoàng thái phi, mãi đến khi Đích mẫu qua đời thì Hoàng đế mới có thể tấn tôn Sinh mẫu làm Hoàng thái hậu. Thời nhà Minh và nhà Thanh, Đích mẫu và Sinh mẫu có thể được đồng tôn danh hiệu Hoàng thái hậu nhưng sẽ có quy định đặc thù về chế độ đãi ngộ.
Chữ 「Thái; 太」, cũng giống chữ 「Đại; 大」, đều mang ý nghĩa to lớn, cộng thêm tư tưởng "Lấy hiếu vị Thiên" khiến cho địa vị của các Thái hậu trở nên đặc biệt trong triều đình quốc gia Đông Á, bao trùm và có khả năng ảnh hưởng đến Hoàng đế. Điều này dẫn đến các hiện tượng Thái hậu chuyên quyền, công khai lâm triều nhiếp chính, ảnh hưởng sâu sắc trong văn hóa và lịch sử, 3 người phụ nữ điển hình là Lã hậu, Võ Tắc Thiên và Từ Hi Thái hậu.

## Lịch sử

### Từ nguyên
Khái luận về xuất xứ của danh xưng Thái hậu được đề cập trong Sự vật khởi nguyên (事物紀原) của Cao Thừa (高承) thời nhà Tống:「"Sử ký - Tần bản kỷ viết: Chiêu vương mẫu Mị thị, hiệu Tuyên Thái hậu. Từ đó Vương mẫu đều gọi như vậy"; 《史記秦本紀》曰：昭王母羋氏，號宣太后。王母於是始以為稱。」
Theo đó, thời Tiên Tần, khi Tần Chiêu Tương vương tôn mẹ là Mị thị làm Tuyên Thái hậu, thì khi đó mới có danh vị Vương thái hậu dùng để gọi mẹ của quân vương. Về sau, Triệu Hiếu Thành vương cũng theo cách của nhà Tần, tôn xưng mẹ ruột Hiếu Uy Thái hậu.
Vào thời nhà Tần, Tần Thủy Hoàng thống nhất đất nước và xưng Hoàng đế, do vậy mẹ của Hoàng đế gọi là [Hoàng thái hậu]. Tuy nhiên mẹ của Thủy Hoàng là Triệu Cơ qua đời trước khi ông xưng Đế nên ông chỉ có thể truy tôn bà làm Đế Thái hậu (帝太后). Thời nhà Hán, quy định về tôn vị Hoàng thái hậu rất chặt chẽ, và người đầu tiên trở thành Hoàng thái hậu khi còn sống là Lã hậu, Hoàng hậu của Hán Cao Tổ Lưu Bang.

### Phân biệt với Vương thái hậu
Tước vị [Hoàng thái hậu] là dành riêng cho mẹ của Hoàng đế, còn [Vương thái hậu] là dành cho mẹ của các quân chủ mang tước Vương. Cả hai tước hiệu đều được gọi tắt thành Thái hậu, song ý nghĩa hoàn toàn khác biệt.
Đối với phiên hệ tiếng Anh, tước hiệu [Hoàng thái hậu] là [Empress Dowager], [Dowager Empress] hoặc [Empress Mother]; còn Vương thái hậu là [Queen Dowager], [Dowager Queen] hoặc [Queen Mother]. Tuy vậy, các quốc gia phương Tây không thường xuyên sử dụng những cách gọi này, mà họ thường gọi vị goá phụ ấy bằng tên của người chồng, như Victoria, Vương nữ Vương thất, vợ của Hoàng đế Friedrich III, trong thời gian làm quả phụ được gọi là [Kaiserin Friedrich; nghĩa là Hoàng hậu Friedrich]. Còn một cách khác đơn giản hơn, họ sẽ thường được gọi theo tên thật, bất chấp vai vế, như Mary xứ Teck của Vương quốc Liên hiệp Anh, từ khi chồng là George V của Anh qua đời, bà chỉ được gọi đơn giản là [Queen Mary], dù cho là thời hai người con trai lẫn người cháu nội, Elizabeth II.

## Chế độ

### Tấn tôn
Việc sách phong cho một Hoàng thái hậu gọi là 「Tấn tôn; 晉尊」, có Sách bảo (册宝) do chính Hoàng đế dẫn đầu bá quan văn võ đến dâng tiến trong đại lễ tấn tôn. Quy định về tấn tôn Hoàng thái hậu cũng là một trong những đại lễ lớn nhất trong bất kì sách điển của bất kì triều đại Đông Á nào (thời Hậu Lê có Lịch triều hiến chương loại chí, thời nhà Nguyễn có Khâm định Đại Nam hội điển sự lệ), cộng thêm quan niệm tôn trọng chữ hiếu ở các quốc gia Hán quyển Đông Á, cho nên có thể nói đây là một trong những sự kiện lớn của một triều đại.
Qua các triều đại, có rất nhiều trường hợp tôn vị Hoàng thái hậu. Tuy nhiên thông thường đều chia ra các quy định chính:
- Hoàng đế là Đích xuất: tức Hoàng đế kế nhiệm có mẹ đẻ là Hoàng hậu.

Khi này, nếu mẹ của Hoàng đế còn sống thì tôn làm Hoàng thái hậu, nếu không còn thì tôn người mẹ kế - Hoàng hậu kế tiếp của Hoàng khảo Tiên đế - làm Hoàng thái hậu. Một số phi tần từng nuôi dưỡng Hoàng đế được tôn Hoàng thái phi, nhưng vẫn có trường hợp được đặc cách tôn Hoàng thái hậu (như Dương Thục phi nhà Tống, hay Khang Từ Hoàng thái hậu nhà Thanh).
- Hoàng đế là Thứ xuất: tức Hoàng đế kế nhiệm có mẹ chỉ là phi tần mà không phải Hoàng hậu.

Khi này, Hoàng đế sẽ tấn tôn Sinh mẫu làm Hoàng thái phi, còn Đích mẫu làm Hoàng thái hậu. Nếu Đích mẫu qua đời, thì vị Sinh mẫu đó mới có thể trở thành Hoàng thái hậu (như Tiêu Thái hậu, Vương Thái hậu và Trịnh Thái hậu nhà Đường; Linh Nhân Thái hậu nhà Lý). Về sau, nhà Minh và nhà Thanh quy định rõ hơn: Sinh mẫu hoàng đế (Đế mẫu) có thể được tôn Hoàng thái hậu song song với Đích Thái hậu, nhưng có những quy chế về tôn xưng huy hiệu để phân biệt giữa hai người. Nhà Minh ban đầu quy định chỉ có Đích Thái hậu mới có tôn hiệu (giữa Thượng Thánh Tôn Thái hậu và Ngô Thái hậu thời Minh Đại Tông), về sau chỉ đơn giản là tôn hiệu khác biệt (giữa Nhân Thánh Trần Thái hậu và Từ Thánh Lý Thái hậu thời Minh Thần Tông). Nhà Thanh ban đầu cũng như vậy mà noi theo, tấn tôn Đích mẫu là Nhân Hiến Hoàng thái hậu và Đế mẫu là Từ Hòa Hoàng thái hậu. Sau đó dưới thời Từ An Hoàng thái hậu và Từ Hi Hoàng thái hậu mới lập nên Mẫu hậu Hoàng thái hậu và Thánh mẫu Hoàng thái hậu đặc thù.
Trường hợp đồng tôn như thế này từng xảy ra cuối thời nhà Nguyễn, giữa Phụ Thiên Thuần Hoàng hậu và Hựu Thiên Thuần Hoàng hậu thời Khải Định, nhưng vốn Phụ Thiên Thuần hoàng hậu là đích mẫu, nên tấn tôn Hoàng thái hậu trước, còn Hựu Thiên Thuần hoàng hậu chỉ là Hoàng thái phi, chừng 8 năm sau đó thì mới chính thức đồng tôn với danh hiệu khác biệt là Khôn Nguyên Hoàng thái hậu và Khôn Nghi Hoàng thái hậu.
- Hoàng đế từ dòng bên nhập tự: tức Hoàng đế kế nhiệm có cha là Hoàng tử hoặc Thân vương - vai vế là anh/em trai của Hoàng đế tiền nhiệm.

Khi này, Hoàng đế kế nhiệm trở thành con trên danh nghĩa của Hoàng đế tiền nhiệm, có nghĩa vụ gọi Hoàng hậu của Hoàng đế tiền nhiệm là "Mẫu hậu" và tấn tôn Hoàng thái hậu. Về mặt pháp lý, Hoàng đế kế nhiệm không còn liên quan đến cha mẹ đẻ, do đó không thể tôn mẹ đẻ làm Hoàng thái hậu. Điều này xảy ra khá nhiều như Hán Tuyên Đế (nhận Hiếu Chiêu Thượng Quan hoàng hậu); Hán Ai Đế (nhận Triệu Phi Yến); Thanh Đức Tông (nhận Từ An Thái hậu và Từ Hi Thái hậu); Nguyễn Cung Tông và Nguyễn Cảnh Tông (nhận Trang Ý Hoàng thái hậu).
- Hoàng đế cùng vai vế với Tiên đế: tức Hoàng đế kế nhiệm có vai vế là anh/em trai của Hoàng đế tiền nhiệm.

Khi này, Hoàng đế kế nhiệm sẽ dựa theo thứ bậc mà tấn tôn mẹ đẻ làm Hoàng thái hậu, còn vị Hoàng hậu của Tiên đế (nếu có) trở thành "chị dâu" hoặc "em dâu" nên không thể tấn tôn Hoàng thái hậu, mà được gia tôn thêm mỹ hiệu được lấy từ thụy hiệu hay niên hiệu của Tiên đế (như Khai Bảo Hoàng hậu nhà Tống), hay nơi vị Hoàng hậu ấy ở (như Khiêm Hoàng hậu nhà Nguyễn), hoặc là 2 từ mỹ hiệu do đích thân Hoàng đế kế nhiệm thảo luận và tấn tôn (như Ý An Hoàng hậu nhà Minh; Gia Thuận Hoàng hậu nhà Thanh).
Tại Nhật Bản, thời Thiên hoàng Daigo trở về trước, danh hiệu Hoàng thái hậu thường nhất định chỉ dùng cho Hoàng hậu của Thiên Hoàng, hoặc là Chuẩn mẫu của Thiên Hoàng kế nhiệm (như Anh Chiếu Hoàng thái hậu, chuẩn mẫu của Thiên hoàng Minh Trị). Những mẹ sinh của Thiên Hoàng không phải là Hoàng hậu, hoặc chỉ là xuất thân bình dân thì đều chỉ có thể tấn tôn danh vị là 「Hoàng thái phi; 皇太妃」 và 「Hoàng thái phu nhân; 皇太夫人」.
Tuy nhiên, sau khi Thiên hoàng Daigo đăng vị, dưỡng mẫu của ông là Đằng Nguyên Ôn Tử (藤原温子) được nhậm Trung cung chức, tuy chỉ được tôn làm Hoàng thái phu nhân, nhưng thực chất địa vị của bà khi đó đã ngang với Hoàng thái hậu. Từ đó về sau, kể cả sinh mẫu của Thiên Hoàng vốn không phải Hoàng hậu khi trước cũng đều có thể trở thành Hoàng thái hậu. Dẫu vậy, hoàng thất Nhật Bản vẫn khắc khe với sinh mẫu của Thiên Hoàng ở địa vị thấp, thậm chí không thể tấn tôn mà chỉ dùng biệt đãi, như mẹ đẻ của Thiên hoàng Minh Trị là Tòng nhất vị Nakayama Yoshiko (中山慶子Trung Sơn Khánh Tử).
Trong hoàng thất Nhật Bản không chuộng định huy hiệu, nên khi xảy ra trường hợp cần phải đồng tôn thì luôn có những điểm dị thường để tránh trùng lặp. Ví dụ là thời kì Thiên hoàng Montoku, mẹ của ông Đằng Nguyên Thuận Tử (藤原順子) vốn là Hoàng hậu của Thiên hoàng Ninmyō và là Đế mẫu, hoàn toàn xứng đáng được tôn Hoàng thái hậu. Nhưng khi đó trong cung đã có Thái hoàng thái hậu Quất Gia Trí Tử (橘嘉智子) và Hoàng thái hậu Chính Tử Nội thân vương (正子內親王), nên Thuận Tử chỉ có thể được tôn làm Hoàng thái phu nhân. Sau khi Thái hoàng thái hậu Quất Gia Trí Tử qua đời, Thiên hoàng Montoku mới ở năm Tề Hành nguyên niên (854) tiến hành tấn tôn Hoàng thái hậu Chính Tử Nội thân vương làm Thái hoàng thái hậu, đưa mẹ đẻ Đằng Nguyên Thuận Tử chính thức nhận danh hiệu Hoàng thái hậu.

### Lâm triều xưng chế
Khi Hoàng đế còn quá nhỏ tuổi, người mẹ của vị Hoàng đế ấy thường sẽ có quyền nhiếp chính trong một khoảng thời gian nhất định đến khi Hoàng đế đến tuổi trưởng thành. Hiện tượng mẹ của quân chủ nhiếp chính bắt đầu từ khi Tuyên Thái hậu Mị Bát Tử, sinh mẫu của Tần Chiêu Tương vương, người được tôn làm Thái hậu và tham gia triều chính, mở đầu hiện tượng Thái hậu chuyên quyền trong suốt chiều dài lịch sử các quốc gia Đông Á.
Sách Hậu Hán thư có bình rằng:
| “                         | 自古雖主幼時艱，王家多釁，必委成冢宰，簡求忠賢，未有專任婦人，斷割重器。唯秦羋太后（即宣太后）始攝政事，故穰侯權重於昭王，家富於嬴國。 . Từ xưa khi các Vương còn nhỏ tuổi, cơ nghiệp vương thất gặp nguy, tất sẽ ủy thác cho Trủng tề, lại cầu danh hiền, chứ không có chuyện dựa dẫm vào đàn bà, có nguy cơ làm đứt đoạn giang sơn. Chỉ duy có Mị Thái hậu nước Tần, khơi mào cho chuyện nhiếp chính sự, khiến Nhương hầu (Ngụy Nhiễm) quyền ngang với Chiêu vương, thế lực áp đảo tại đất họ Doanh. | ” |
| — Hậu Hán thư - Phạm Diệp | |   |

Sang thời nhà Hán, Lữ Thái hậu nhân lúc Hán Huệ Đế bạo bệnh băng hà, Hoàng đế Lưu Cung còn nhỏ mà tự mình chính thức lâm triều, ra chiếu chỉ tự xưng mình là 「Chế; 制」, mở đầu cho một hiện tượng mà các sử gia gọi là 「Lâm triều xưng chế; 临朝称制」 của các vị Hoàng thái hậu. Vào thời điểm đó, các Thái hậu có thể lên triều nghị chính một cách công khai như các vị Hoàng đế quân chủ. 
| “                      | 惠帝崩，太子立为皇帝，年幼，太后临朝称制，大赦天下。 . Huệ Đế băng, Thái tử tức vị Hoàng đế. Niên ấu, Thái hậu lâm triều xưng chế, đại xá thiên hạ. | ” |
| — Hán thư - Cao hậu kỷ | |   |

Vốn dĩ, "Lâm triều" ý là xử lý quốc chính, tương đương Thiên tử lâm triều, còn "xưng chế" là tiến hành quyền quản lý quốc chính như Thiên tử. Trong Hậu Hán thư, cuốn thứ 3 - "Túc Tông Hiếu Chương hoàng đế bản kỷ", có ghi lại rằng:「"Đế thân xưng chế lâm quyết, như Hiếu Tuyên Cam Lộ Thạch Cừ cố sự, tác Bạch Hổ nghị tấu"; 帝親稱制臨決，如孝宣甘露石渠故事，作白虎議奏。」. Như vậy, "Lâm triều" tức là đăng vị giải quyết quốc sự, mà hậu phi cung tần vốn dĩ không có quyền tham chính, nếu như có quyền đó, thì tức là "xưng chế", hàm ý hành xử đều tương đương quyền lực của Hoàng đế.
Đến thời của Võ Tắc Thiên, bà ngồi sau một bức mành (Hán ngữ gọi "Liêm tử"; 帘子) để nghe triều thần nghị luận việc nước sau lưng Đường Cao Tông, can thiệp vào chính trị càng sớm càng tốt, thì mới khai sinh ra một khái niệm gọi là 「Thùy liêm; 垂帘」, có nghĩa là "Buông rèm", cho phép Hoàng hậu có thể ở sau Hoàng đế mà dự thính cùng thảo luận chính sự và hướng dẫn hoàng đế về những vấn đề quan trọng. Vốn dĩ, "Lâm triều xưng chế" có quyền lực như hoàng đế, nhưng "Buông rèm" được phát minh ra để giúp đỡ và hỗ trợ ông cai trị. Điều này có ghi trong Cựu Đường thư:
| “                             | 時帝風疹不能聽朝，政事皆決於天后。自誅上官儀後，上每視朝，天后垂簾於御座後，政事大小皆預聞之，內外稱為「二聖」。帝欲下詔令天后攝國政，中書侍郎郝處俊諫止之。 . Khi vua (tức Đường Cao Tông) bị bệnh không thể nghe triều, chính sự toàn quyết do Thiên hậu (tức Võ Tắc Thiên). Từ khi giết Thượng Quan Nghi, mỗi lần coi triều, Thiên hậu đều buông rèm ngồi ở sau bảo tọa, chính sự lớn nhỏ đều nghe biết hết, đương thời xưng gọi 「Nhị Thánh」. Vua sau đó hạ chiếu lệnh Thiên hậu Nhiếp quốc chính, Trung thư Thị lang Hách Xử Tuấn ngăn cản. | ” |
| — Cựu Đường thư - Cao Tông kỷ | |   |

Sang thời nhà Tống, đời Tống Nhân Tông, có Chương Hiến Lưu Thái hậu từng được di chiếu 「Quân quốc trọng sự, quyền thủ xử phân; 軍國重事，權取處分」, đứng đầu nhóm người được quyền quản lý chính sự. Vào lúc ấy, việc nhiếp chính này của Lưu Thái hậu tiến hành Thùy liêm ở Thừa Minh điện (承明殿), Hoàng đế ở bên Tả, Thái hậu ở bên Hữu, vẫn dùng việc [Thùy liêm] để giải quyết sự vụ. Sang thời Tống Anh Tông, trong thời gian cai trị đầu tiên thì ông từng liên tiếp bạo bệnh, khi ấy Từ Thánh hậu từng ở sau mành mà nhiếp chính quốc gia trọng sự, đây là lúc chính thức ghi nhận việc Thái hậu tham chính bằng cách buông rèm là 「Thùy liêm thính chánh; 垂帘听政」. Việc này được sách Đông đô sự lược (東都事略) chép rất rõ:
| “                 | 英宗暴得疾，慈圣后垂帘听政。 . Anh Tông bạo bệnh, Từ Thánh hậu thùy liêm thính chính. | ” |
| — Đông đô sự lược |                                                                                       |   |

Từ đó, các đời Hoàng thái hậu hoặc Hoàng hậu, nữ quyến nhiếp chính đều ngồi sau bức mành nghe việc, làm cho cụm từ "Thùy liêm thính chánh" từ đó ám chỉ việc phụ nữ tham dự triều chính. Theo quy chế thời Bắc Tống, nghi thức của Thái hậu nhiếp chính đều tương tự Hoàng đế, Thái hậu hạ thánh chỉ thì tự xưng là 「Dư; 予」, trên triều đường thì tự xưng 「Ngô; 吾」, mà không thể tự xưng từ chỉ chuyên dùng cho Hoàng đế là 「Trẫm; 朕」.
Nho gia Tuân Tử, đem nữ chủ, trá thần, tham lại xưng là 「Tam loạn; 三亂」, do đó ảnh hưởng đến cách nhìn nhận về sau của việc nữ chủ tham gia chính sự, điển hình là từ thời Nam Tống, đã lấy Tân Nho học của Chu Hi vốn chịu ảnh hưởng từ lý thuyết của Tuân Tử để phán ánh gay gắt việc nữ chủ lâm triều và độc bá triều cương. Các triều đại về sau dần hạn chế việc cho phép Thái hậu tham gia chính sự, khi các Hoàng đế còn nhỏ thì các hội đồng nhiếp chính lập ra đều có Thân vương và quan đại thần đứng đầu phụ chính, điển hình như chế độ của nhà Minh và nhà Thanh.

## Các vấn đề khác

### Biệt xưng
Cũng như Hoàng hậu, trong ngôn ngữ cổ Trung Quốc có rất nhiều cách gọi ám chỉ Thái hậu. Những từ tiêu biểu:
- Từ cung (慈宮) hay Thánh từ (聖慈) hoặc Từ giá (慈駕): thường ám chỉ nơi ở và đức thánh sáng ngời, cụm "Thánh từ" có trong câu ["Thánh minh Từ tường"; 圣明慈祥][5][6]. Văn sách tôn hiệu thường sử dụng biệt xưng này nhất. Còn "Từ giá" ám chỉ đến đoàn Lỗ bộ - gồm kiệu, xe và cờ lọng, được dành riêng cho Thái hậu khi xuất hành.
- Thánh mẫu (聖母): biệt xưng phổ biến trong văn thư dành cho sinh mẫu của Hoàng đế[7][8]. Không nhất thiết chỉ dùng cho Hoàng thái hậu, đôi khi chỉ là sinh mẫu đã mất hoặc những người chưa từng là Hoàng hậu. Đời nhà Thanh thời Đồng Trị Đế, triều đình tôn Quý phi Na Lạp thị làm [Thánh mẫu Hoàng thái hậu].
- Mẫu hậu (母后): biệt xưng phổ biến trong văn thư dành cho Hoàng thái hậu. Chủ yếu dùng đến khi Hoàng thái hậu không phải sinh mẫu của Hoàng đế. Đời nhà Thanh thời Đồng Trị Đế, triều đình tôn Hoàng hậu Nữu Hỗ Lộc thị làm [Mẫu hậu Hoàng thái hậu].
- Thánh nhân (聖人): cách gọi đời nhà Tống, chỉ chung Hoàng hậu lẫn Thái hậu[9][10].
- Đông triều (東朝): xuất phát từ Sử ký Tư Mã Thiên, ám chỉ Trường Lạc cung vốn dành cho Thái hậu nhà Hán[11].
- Quốc mẫu (國母): biệt xưng dành cho Hoàng hậu, Hoàng thái hậu. Ý là ["Toàn quốc chi mẫu"; 全國之母][12].
- Từ Ninh (慈寧): biệt xưng Hoàng thái hậu triều Thanh, vì nói đến Từ Ninh cung.
- Từ Hồ (慈壺) và Từ Vi (慈闈): biệt xưng văn thư cổ cho sinh mẫu của Hoàng đế. Không nhất thiết là Hoàng thái hậu.
- Hoàng tỷ (皇妣): chỉ dùng trong tế văn của các Hoàng hậu và Hoàng thái hậu, thậm chí là Thái hoàng thái hậu. Chữ [妣] có nghĩa là "Người mẹ (hoặc bà) đã mất"[13], chỉ dùng cho Hoàng hậu hoặc Hoàng thái hậu là đích mẫu và sinh mẫu, và phải có quan hệ huyết thống chính pháp. Nếu là Hoàng đế nhập Tự (dòng thứ kế thừa và nhận Tiền nhiệm Hoàng đế làm cha), thì không thể dùng chữ này để gọi mẹ ruột. Tương tự cha ruột của họ cũng không thể dùng chữ [Khảo; 考].

### Biến thể
Thời Tây Hán, các hoàng tử đều có đất phong và nhận tước Vương, thì mẹ của các hoàng tử đó được gọi là Vương quốc Thái hậu (王國太后). Sang thời Đông Hán, danh hiệu "Vương quốc Thái hậu" được thay thế bằng phong vị Vương quốc Thái phi (王國太妃), và từ đó danh hiệu "Thái hậu" chỉ dùng để gọi mẹ các Hoàng đế. Vào lúc Hán Huệ Đế băng, Hoàng thái hậu Lữ Trĩ lập Lưu Cung kế vị. Vào lúc đó, tuy Hiếu Huệ Trương hoàng hậu là Mẫu hậu của Tân Hoàng đế, Trương hậu vẫn giữ danh vị Hoàng hậu mà không phải Hoàng thái hậu. Từ đó cũng là trường hợp Đế mẫu hiếm hoi không được tấn tôn Hoàng thái hậu trong lịch sử.
Thời Hán Ai Đế Lưu Hân, do Ai Đế là nhận Hán Thành Đế làm hoàng phụ, trở thành Thái tử, nên khi lên ngôi ông nhận đích tổ mẫu là Vương Chính Quân làm Thái hoàng thái hậu và Hoàng hậu Triệu thị của Thành Đế làm Hoàng thái hậu. Nhưng ông vẫn tôn kính mẹ đẻ Đinh Cơ và bà nội là Phó Thái hậu, luôn tìm cách nâng địa vị của họ. Thời kì này vẫn chưa có hệ thống huy hiệu hoàn chỉnh, do vậy Hán Ai Đế đã liên tiếp nghĩ ra nhiều dị thể từ danh hiệu Hoàng hậu và Hoàng thái hậu vốn có, và cuối cùng tạo nên một thời kì mà trong cung có một lúc 4 vị Thái hậu với những danh hiệu chưa từng có: 
- Hoàng thái hậu Vương Chính Quân là 「Thái hoàng thái hậu; 太皇太后」;
- Thành Đế hoàng hậu Triệu Phi Yến trở thành 「Hoàng thái hậu; 皇太后」;
- Tổ mẫu Phó thị được tôn làm 「Cung Hoàng thái hậu; 恭皇太后」; sau là 「Đế thái thái hậu; 帝太太后」 rồi 「Hoàng thái thái hậu; 皇太太后」;
- Sinh mẫu Đinh Cơ được tôn làm 「Cung Hoàng hậu; 恭皇后」, rồi là 「Đế thái hậu; 帝太后」;

Tại Hàn Quốc, nhà Cao Ly vẫn có ý ngang hàng với Trung Hoa khi ấy là nhà Tống, họ tôn các mẹ của Quân vương là Vương thái hậu như điển chế cổ. Sang đó nhà Triều Tiên xưng làm Quốc vương, và nhận làm chư hầu nhà Minh, nên mẹ của Quốc vương nhà Triều Tiên được gọi là Vương đại phi. Không giống như Trung Quốc, nhà Triều Tiên coi trọng đích-thứ, nếu Quốc vương kế vị là thứ xuất, thì mẹ ruột không thể tôn làm Vương đại phi, thậm chí cả truy phong cũng cấm, mà chỉ có thể duy trì phong hiệu cũ, hoặc gọi là 「Cung; 宮」. Khi Đế quốc Đại Hàn thành lập, lịch sử Hàn Quốc mới xuất hiện một vị Hoàng thái hậu đầu tiên và duy nhất, đó là Kế phi của Triều Tiên Hiến Tông là Hiếu Định Thành hoàng hậu Nam Dương Hồng thị, khi tấn tôn được gọi là 「Minh Hiến Thái hậu; 明憲太后; 명헌태후」
Trong khi đó, lịch sử Việt Nam thời Lê Trung hưng, các Chúa Trịnh chưởng quyền lấn át các Hoàng đế họ Lê, đã đặt ra danh vị để tỏ ra ngang hàng với Hoàng thất. Các Chúa Trịnh tôn mẹ mình là 「Vương thái phi; 王太妃」, bà của chúa là 「Thái tôn thái phi; 太尊太妃」. Một vài vị Vương thái phi có công dưỡng đối với Hoàng đế nhà Lê, hoặc vì cả nể chúa Trịnh, mà được tấn tôn với danh hiệu 「Quốc mẫu; 國母」 hay 「Quốc thái mẫu; 國太母」.
Trong lịch sử Nhật Bản, thời Thiên hoàng Go-Reizei, trong cung lập 1 lúc 3 vị chính phối, là Hoàng hậu Đằng Nguyên Hoan Tử (藤原歡子), Trung cung Đằng Nguyên Khoan Tử (藤原寬子) còn có Chương Tử Nội thân vương (章子內親王), được sắc phong danh hiệu Hoàng thái hậu. Đây trở thành trường hợp cực hiếm trong lịch sử khi danh vị Hoàng thái hậu lại phong cho một chính thất của Thiên Hoàng.

### Cá biệt
Suốt thời Ngũ Hồ Thập lục quốc, nhiều quốc gia xưng Vương và họ tôn mẹ mình làm Vương thái hậu. Thời Bắc Ngụy, các vị Hoàng đế ngoài vị Hoàng thái hậu là mẹ đích (do quy định Tử quý mẫu tử nên mẹ ruột đều bị xử tử), thì người Nhũ mẫu chăm sóc các vị Hoàng đế từ bé cũng được hiển quý, gọi là 「Bảo Thái hậu; 保太后」.
Thời Hậu Đường, Hậu Đường Trang Tông có mẹ cả là Lưu thị, nhưng lại bất chấp lễ pháp, tấn tôn mẹ ruột Tào thị làm Hoàng thái hậu (sau là Trinh Giản hoàng hậu), còn Lưu thị chỉ là Hoàng thái phi. Đây là trường hợp độc nhất vô nhị trong lịch sử khi thứ bậc đích-thứ lẫn lộn đến cực điểm.
Thời nhà Liêu, Thừa Thiên Thái hậu vốn là em gái Liêu Nhân Tông. Khi Liêu Nhân Tông băng, con trai kế vị còn nhỏ, do đó trong di chiếu mệnh em gái Gia Luật thị có quyền nhiếp chính, xưng Thừa Thiên Thái hậu. Đó là vị Thái hậu duy nhất trong lịch sử Trung Quốc không phải mẹ của Hoàng đế, mà là cô của Hoàng đế.

### Chuyển nghĩa từ phương Tây
Trong văn hóa phương Tây, Hoàng thái hậu chỉ đơn giản là "Hoàng hậu của Hoàng đế tiền nhiệm", họ là một cựu Hoàng hậu hoặc là mẹ của Hoàng đế kế nhiệm, do vậy không có sự tấn tôn, mà chỉ có địa vị trong gia đình hoàng thất rất cao. Một điều rằng các [Empress Dowager] nhất định phải từng là Hoàng hậu (Empress consort), nếu chỉ là Đế mẫu (chưa từng làm Hoàng hậu) thì chỉ có tôn xưng kính nể, chứ không có danh hiệu, như mẹ của Hoàng đế Napoleon I của Đế quốc Pháp là Letizia Ramolino, đương thời bà chỉ được tôn xưng là 「Madame Mère de l'Empereur; Đức Hoàng mẫu bệ hạ」.
Thời Đế quốc Ottoman, mẹ của một Sultan được tôn là 「Valide Sultan; والده سلطان」, đây là một danh hiệu có nghĩa là "Mẹ của Sultan" và chỉ được dành cho người mẹ đang còn sống của vị Sultan trị vì. Địa vị của một Valide Sultan rất lớn không chỉ trong hậu cung của Sultan mà thậm chí là nền chính trị của toàn Đế quốc. Thời kỳ cuối cùng của Đế quốc Ottoman diễn ra dưới sự nhiếp chính của các Valide Sultan, khi các Sultan còn quá nhỏ, thì Valide Sultan đã dùng danh nghĩa nhiếp chính thao túng toàn diện nền chính trị.

## Nhân vật nổi tiếng

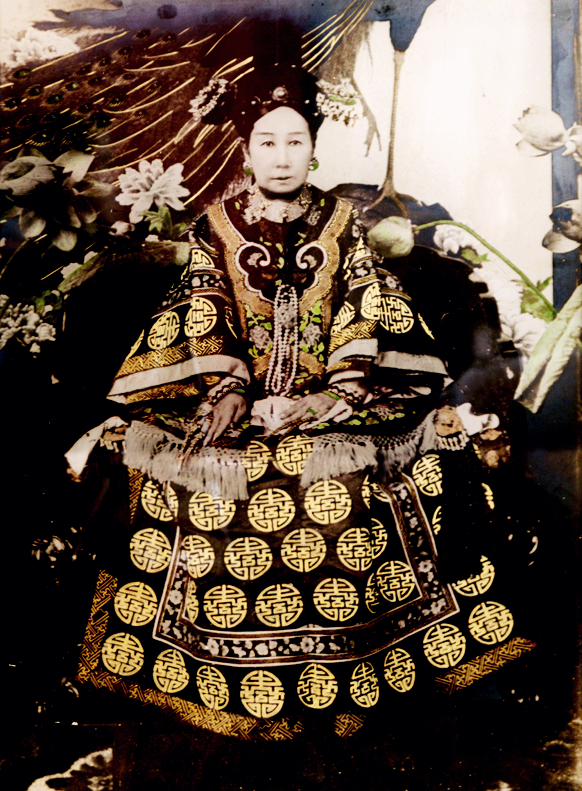
Từ Hi Thái hậu - vị Nữ hoàng không ngai của Trung Quốc.

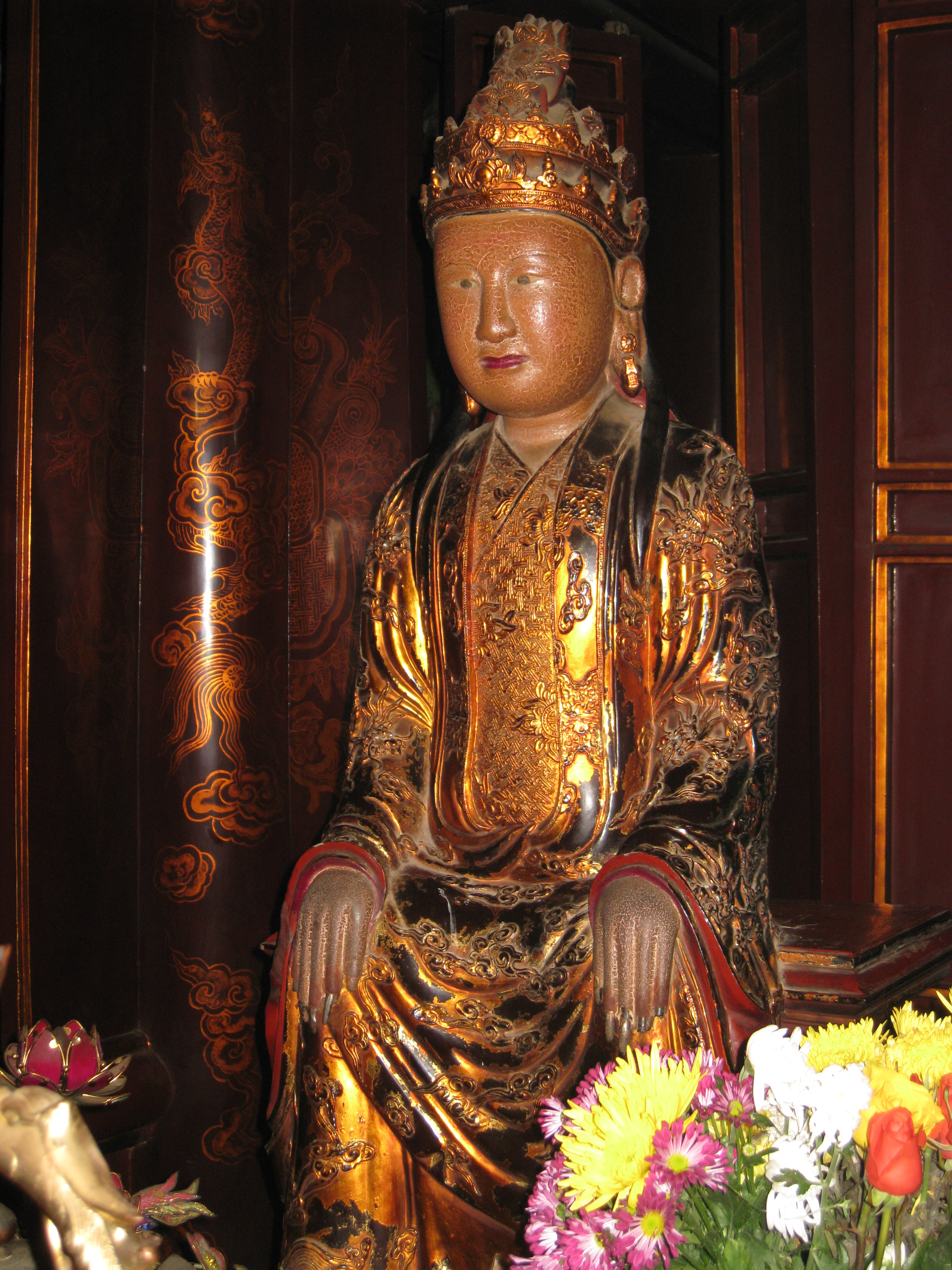
Đại Thắng Minh Hoàng Hậu Dương thị - vị Hoàng thái hậu đầu tiên trong lịch sử Việt Nam.

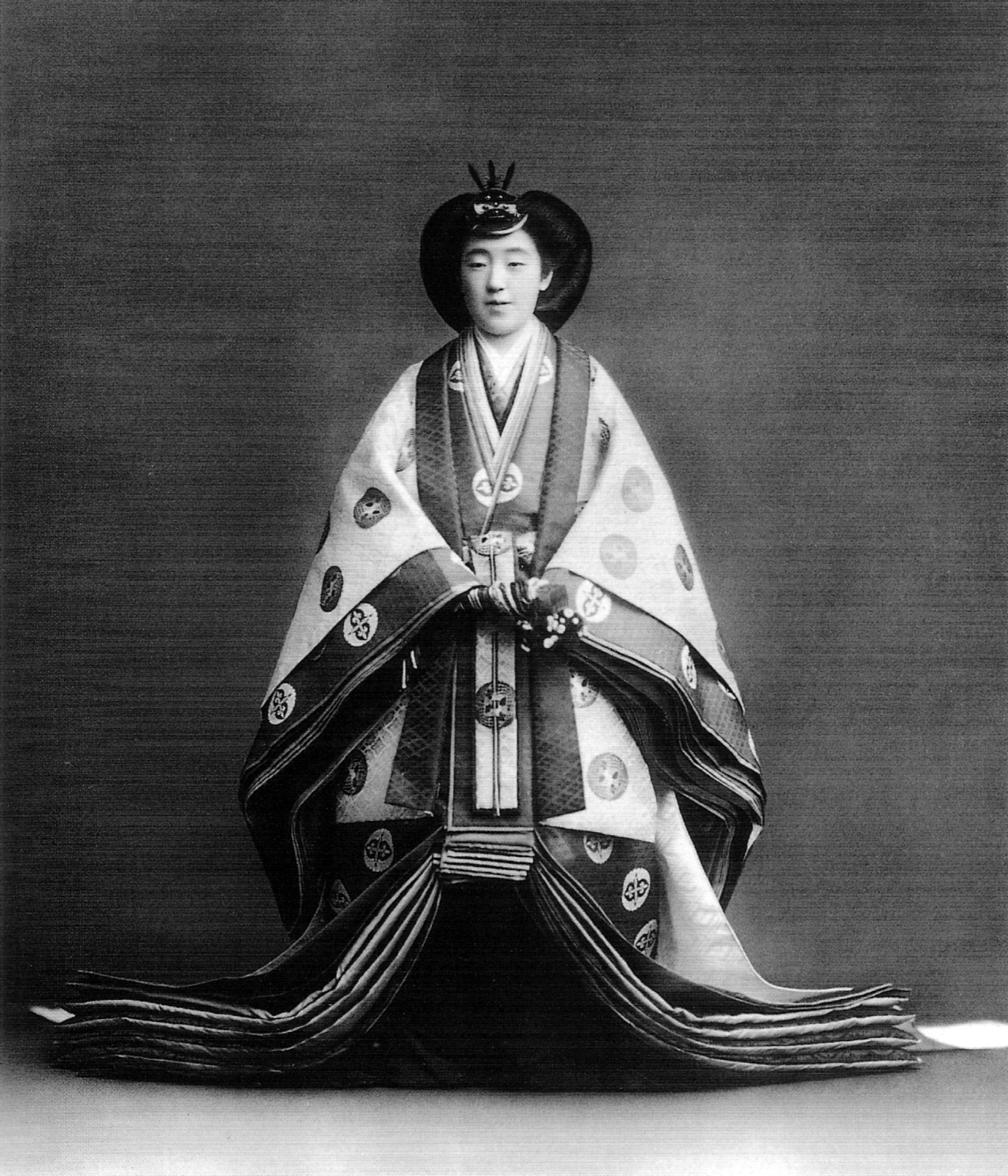
Hương Thuần Hoàng thái hậu - vị Hoàng thái hậu gần nhất trong lịch sử Nhật Bản. Bà là mẹ của Thiên hoàng Akihito.

### Trung Quốc
1. Lã hậu - chính thất của Hán Cao Tổ Lưu Bang, Hoàng hậu đầu tiên của Trung Quốc, sau làm Hoàng thái hậu nhiếp chính (195 TCN – 180 TCN) thời Hán Huệ Đế, Hán Tiền Thiếu Đế và Hán Hậu Thiếu Đế. Nổi tiếng trong lịch sử vì là người phụ nữ đầu tiên nắm giữ quyền lực tối cao của Đế quốc Trung hoa suốt thời gian dài.
2. Đậu Y Phòng - Hoàng hậu của Hán Văn Đế Lưu Hằng, sinh mẫu của Hán Cảnh Đế Lưu Khải, tổ mẫu của Hán Vũ Đế Lưu Triệt. Bà sống trong triều đại huy hoàng bậc nhất trong lịch sử nhà Hán. Có nhiều ý kiến quan trọng trong những năm đầu Hán Vũ Đế cai trị và lúc Văn Cảnh trị vị, góp phần xây dựng triều đại rực rỡ nhất trong lịch sử nhà Hán.
3. Vương Chính Quân - Hoàng hậu của Hán Nguyên Đế Lưu Thích, sinh mẫu của Hán Nguyên Đế Lưu Ngao. Bà là vị Hoàng thái hậu tuổi thọ cao bậc nhất trong lịch sử. Là cô ruột của đại thần Vương Mãng, người gián đoạn nhà Hán lập ra nhà Tân.
4. Đặng Tuy - Hoàng hậu thứ hai của Hán Hòa Đế Lưu Triệu, sau làm Hoàng thái hậu nhiếp chính thời Hán Thương Đế và Hán An Đế. Bà được đánh giá là một nhà cai trị hiệu quả và đức hạnh, cùng với Minh Đức thái hậu trở thành biểu tượng của phụ nữ đức cao vọng trọng.
5. Bắc Ngụy Phùng Thái hậu - Hoàng hậu của Bắc Ngụy Văn Thành Đế, sau làm Hoàng thái hậu nhiếp chính thời Bắc Ngụy Hiến Văn Đế và Bắc Ngụy Hiếu Văn Đế. Bà là một chính trị gia lỗi lạc thời Nam Bắc triều, khiến Bắc Ngụy đi vào con đường Hán hóa mạnh mẽ.
6. Võ Tắc Thiên - Hoàng hậu của Đường Cao Tông Lý Trị, mẹ của Đường Trung Tông Lý Hiển và Đường Duệ Tông Lý Đán, tổ mẫu của Đường Huyền Tông Lý Long Cơ. Là vị Nữ hoàng duy nhất trong Lịch sử Trung Quốc.
7. Tiêu Yến Yến - Hoàng hậu của Liêu Cảnh Tông Gia Luật Hiền, sau làm Hoàng thái hậu nhiếp chính thời con trai Liêu Thánh Tông. Nổi tiếng là chính trị gia của triều Liêu.
8. Chương Hiến Lưu Thái hậu - Hoàng hậu thứ hai của Tống Chân Tông Triệu Hằng, sau làm Hoàng thái hậu nhiếp chính thời Tống Nhân Tông Triệu Trinh. Bà được đánh giá tài năng vượt trội, ngang hàng với Lã hậu và Võ Tắc Thiên.
9. Từ Thánh Tào Thái hậu - Hoàng hậu của Tống Nhân Tông Triệu Trinh, sau làm Hoàng thái hậu nhiếp chính thời Tống Anh Tông Triệu Thự và Tống Thần Tông Triệu Hú. Nổi tiếng nhân từ và đức độ, bà là người đầu tiên đứng đầu phái Cựu đảng, phản đối tân pháp của Vương An Thạch.
10. Cao Thao Thao - Hoàng hậu của Tống Anh Tông Triệu Thự, sinh mẫu của Tống Thần Tông Triệu Húc, tổ mẫu của Tống Triết Tông Triệu Hú. Được xưng là "Nữ trung Nghiêu Thuấn", bà là hình mẫu Hoàng hậu hiền minh thời Tống.
11. Hiếu Trang Hoàng thái hậu - phi tần của Hoàng Thái Cực, sinh mẫu của Thanh Thế Tổ Thuận Trị Đế, tổ mẫu của Thanh Thánh Tổ Khang Hi Đế.
12. Sùng Khánh Hoàng thái hậu - phi tần của Thanh Thế Tông Ung Chính Đế, sinh mẫu của Thanh Cao Tông Càn Long Đế. Được xem là Hoàng Thái hậu thọ nhất nhà Thanh và lịch sử Trung Quốc. Lúc còn sống, bà được hưởng mọi vinh hoa phú quý từ chồng mình, Ung Chính hoàng đế, và con trai của mình, Càn Long hoàng đế.
13. Từ Hi Thái hậu - phi tần của Thanh Văn Tông Hàm Phong Đế, sinh mẫu của Thanh Mục Tông Đồng Trị Đế. Cùng Từ An Thái hậu đồng nhiếp chính tới thời Thanh Đức Tông Quang Tự Đế, được xem là người phụ nữ có quyền lực và dã tâm lớn nhất nhà Thanh.
14. Long Dụ Hoàng thái hậu - Hoàng hậu của Thanh Đức Tông Quang Tự Đế. Bà là Hoàng thái hậu cuối cùng của Trung Quốc.

### Việt Nam
1. Đại Thắng Minh hoàng thái hậu Dương Vân Nga - Hoàng hậu (hoặc phi tần) của Đinh Tiên Hoàng, mẹ sinh của Đinh Phế Đế, sau đó làm Hoàng hậu của Lê Đại Hành. Hưởng Dương 50 tuổi (951-1000).
2. Thượng Dương cung Hoàng thái hậu - chính cung của Lý Thánh Tông, bị Linh Nhân Thái hậu Lê thị bức tử cùng 72 thị nữ. Hưởng Dương 49 tuổi (1025-1073).
3. Linh Nhân Hoàng thái hậu - phi tần của Lý Thánh Tông, mẹ đẻ của Lý Nhân Tông. Hai lần lâm triều nhiếp chính, can thiệp chính trị thời Lý Nhân Tông. Hưởng Thọ 74 tuổi (1044-1117).
4. Linh Chiếu Thái hậu - nguyên là phi tần của Lý Thần Tông, mẹ ruột của người kế vị là Lý Anh Tông. Có quan hệ tình ái với phụ chính đại thần là Đỗ Anh Vũ, và Anh Vũ đã giúp con trai bà Anh Tông lên ngôi kế vị sau khi Thần Tông qua đời. Hưởng Dương 54 tuổi (1108-1161).
5. Kiến Gia Hoàng thái hậu - Hoàng hậu của Lý Cao Tông, mẹ ruột của Lý Huệ Tông, tổ mẫu của Lý Chiêu Hoàng. Bà có vai trò quan trọng trong việc xen vào chính sự thời Huệ Tông. Có quan hệ không tốt đẹp với Linh Từ quốc mẫu. Hưởng Thọ 67 tuổi (1174-1240).
6. Bảo Thánh Hoàng thái hậu - Hoàng hậu của Trần Nhân Tông, mẹ ruột của Trần Anh Tông. Bà là con gái của Trần Hưng Đạo, nổi tiếng với sự tích chắn voi, hổ cho Trần Nhân Tông, được sử gia ca ngợi với hình tượng hiền hậu. Bà mất năm 1293, sử không ghi lại năm sinh nên không rõ tuổi thọ.
7. Hiến Từ Hoàng thái hậu - Hoàng hậu của Trần Minh Tông, mẹ ruột của Trần Dụ Tông. Sử gọi là Nữ trung Nghiêu Thuấn, được đánh giá cao vì thân thế và đức hạnh. Bà có vai trò đưa Dương Nhật Lễ lên ngôi, sau đó bị giết chết trong cung. Hưởng Thọ 71 tuổi (1299-1369).
8. Tuyên Từ Thái hậu - phi tần của Lê Thái Tông bà rất được nhà vua sủng ái, mẹ ruột của Lê Nhân Tông. Nhiếp chính trong vòng 10 năm dưới thời Nhân Tông. Về sau cùng Nhân Tông bị Lê Nghi Dân giết chết vì cung biến. Hưởng Dương 38 tuổi (1422-1459).
9. Quang Thục Thái hậu - phi tần của Lê Thái Tông, mẹ ruột của Lê Thánh Tông. Sống trong thời đại thịnh trị của con, bà được hưởng vinh hoa phú quý nhất đời. Đến khi mắc bệnh, bà được con Thánh Tông và cháu Hiến Tông đích thân chăm sóc. Khi mất bà được con cháu đích thân tế tang lễ. Bưởng thọ 76 tuổi (1421-1496).
10. Trường Lạc Thái hậu - phi tần của Lê Thánh Tông, mẹ ruột của Lê Hiến Tông, bà nội của Lê Túc Tông và Lê Uy Mục. Có thuyết cho rằng bà là con gái của Nguyễn Trãi. Bà là vị chính thất được Thánh Tông sủng ái. Về sau bị cháu nội là Uy Mục giết chết trong cung. Hưởng Thọ 65 tuổi (1441-1505).
11. Hiếu Khang Thái hậu - chính thất của Nguyễn Phúc Luân, mẹ ruột của vua Gia Long Đế. Sau khi lên ngôi, Gia Long tôn bà làm Hoàng thái hậu, trở thành Hoàng thái hậu đầu tiên của nhà Nguyễn. Hưởng Thọ 75 tuổi (1736 - 1811).
12. Nhân Tuyên Thái hậu - phi tần của Gia Long Đế, mẹ ruột Nguyễn Thánh Tổ Minh Mạng và là bà nội của Nguyễn Hiến Tổ Thiệu Trị. Bà là một trong những Thái hậu thọ nhất Nhà Nguyễn. Hưởng Thọ 78 tuổi (1769-1846).
13. Từ Dụ Thái hậu - nguyên phối của Thiệu Trị, mẹ ruột của Nguyễn Dực Tông Tự Đức. Bà là vị Thái hậu thọ nhất và tại vị lâu nhất trong lịch sử Việt Nam. Hưởng Thượng Thọ 93 tuổi (1810-1902).
14. Đoan Huy Thái hậu - còn gọi Đức Từ Cung, là mẹ ruột của Bảo Đại. Bà là vị Hoàng thái hậu cuối cùng của lịch sử Việt Nam. Hưởng Thọ 91 tuổi (1890-1980).

### Nhật Bản
1. Fujiwara Asukabehime (Quang Minh Hoàng thái hậu; 光明皇太后) - Hoàng hậu của Thiên hoàng Shōmu, vị Hoàng thái hậu chính thức đầu tiên trong lịch sử Nhật Bản.
2. Tachibana no Kachiko (Quất Gia Trí Tử; 橘嘉智子) - Hoàng hậu của Thiên hoàng Saga, sinh mẫu của Thiên hoàng Ninmyō. Bà được tôn làm Hoàng thái hậu dưới triều Thiên hoàng Junna.
3. Nội thân vuơng Seishi (Chính Tử Nội thân vương; 正子內親王) - Hoàng hậu của Thiên hoàng Junna. Bà vốn là con gái của Thiên hoàng Saga và Tachibana no Kachiko, em gái cùng mẹ của Thiên hoàng Ninmyō. Bà được  Thiên hoàng Ninmyō tấn tôn Hoàng thái hậu, là Hoàng thái hậu đầu tiên xuất thân từ hoàng tộc Nhật Bản.
4. Fujiwara no Shōshi (Đằng Nguyên Chương Tử; 藤原彰子) - Hoàng hậu của Thiên hoàng Ichijō, mẹ của Thiên hoàng Go-Ichijō và Thiên hoàng Go-Suzaku. Bà được tấn tôn Hoàng thái hậu dưới triều Thiên hoàng Sanjō. Được biết đến vì bà có một Thị tùng nổi tiếng trong lịch sử, tên gọi Murasaki Shikibu.
5. Fujiwara no Nariko  (Đằng Nguyên Đắc Tử; 藤原得子) - Hoàng hậu của Thiên hoàng Toba, đồng thời là mẹ của Thiên hoàng Konoe. Từ vị Nữ ngự, Nariko nhanh chóng chiếm được sự sủng ái của Pháp hoàng Điểu Vũ, và điều này khiến bà tham gia vào đấu tranh chính trị đương thời, khi đưa con trai duy nhất trở thành Thiên hoàng.
6. Taira no Tokuko (Kiến Lễ môn viện; 建礼門院) - Hoàng hậu của Thiên hoàng Takakura, mẹ của Thiên hoàng Antoku. Bà vốn là con gái của Thái chính đại thần Taira no Kiyomori, được biết đến là người sống sót cuối cùng của gia tộc Taira sau trận Dan-no-ura.
7. Taira no Shigeko (Bình Tư Tử; 平滋子) - Phi của Thiên hoàng Go-Shirakawa, mẹ của Thiên hoàng Takakura. Bà nổi tiếng vì là người trong gia tộc xuất chúng Taira, có chị gái khác mẹ là Taira no Tokiko, kế thất của danh nhân Taira no Kiyomori.
8. A no Renshi (A Dã Liêm Tử; 阿野廉子) - Phi của Thiên hoàng Go-Daigo, mẹ của Thiên hoàng Go-Murakami. Vốn chỉ là một Cung nhân, nhưng do vấn đề đấu đá chính trị, bà trở thành Hoàng thái hậu, là Hoàng thái hậu của Nam triều trong thời kỳ Nam-Bắc triều Nhật Bản.
9. Nội thân vương Yoshiko (Hân Tử Nội thân vương; 欣子內親王) - Trung cung của Thiên hoàng Kōkaku. Bà vốn là con gái của Thiên hoàng Go-Momozono và nhận nuôi dưỡng Thiên hoàng Ninkō, trở thành Chuẩn mẫu. Do đó, khi Thiên hoàng Ninkō lên ngôi, bà được tấn tôn Hoàng thái hậu.
10. Takatsukasa Yasuko (Ưng Tư Kỳ Tử; 鷹司祺子) - Nữ ngự của Thiên hoàng Ninkō, chuẩn mẫu của Thiên hoàng Kōmei. Dưới triều đại Kōmei, bà được tôn Hoàng thái hậu, không lâu sau bà quyết định rũ bỏ tôn hiệu mà xuất gia, viện hiệu là Tân Sóc Bình môn viện (新朔平門院), trở thành Hoàng thái hậu cuối cùng của Nhật Bản quyết định xuất gia.
11. Kujō Asako (Anh Chiếu Hoàng thái hậu; 英照皇太后) - Nữ ngự của Thiên hoàng Kōmei và là Chuẩn mẫu của Thiên hoàng Minh Trị.
12. Ichijō Masako (Chiêu Hiến Hoàng thái hậu; 昭憲皇太后) - Hoàng hậu của Thiên hoàng Minh Trị.
13. Kujō Sadako (Trinh Minh Hoàng thái hậu; 貞明皇太后) - Hoàng hậu của Thiên hoàng Taishō, sinh mẫu của Thiên hoàng Hirohito.
14. Nagako Joō (Hương Thuần Hoàng thái hậu; 香淳皇太后) - Hoàng hậu của Thiên hoàng Hirohito và là mẹ của Đương kim Thiên hoàng Akihito.